# Базард Беј (Масачусетс)
Базард Беј (енгл. Buzzards Bay) насељено је место без административног статуса у америчкој савезној држави Масачусетс.

## Демографија
По попису из 2010. године број становника је 3.859, што је 310 (8,7%) становника више него 2000. године.
| Група             | 2000.         | 2010.         |
| Белци             | 3.366 (94,8%) | 3.602 (93,3%) |
| Афроамериканци    | 36 (1,0%)     | 38 (1,0%)     |
| Азијати           | 32 (0,9%)     | 43 (1,1%)     |
| Хиспаноамериканци | 37 (1,0%)     | 53 (1,4%)     |
| Укупно            | 3.549         | 3.859         |